# Niwaella
Niwaella es una especie de pez de la familia Cobitidae en el orden de los Cypriniformes.

## Especies
Las especies de este género son:
- Niwaella delicata
- Niwaella laterimaculata
- Niwaella longibarba
- Niwaella multifasciata
- Niwaella xinjiangensis